# Coll de la Perxa
De Coll de la Perxa (Frans: col de la Perche) is een zadel in de Franse gemeente La Cabanasse over de hoofdkam van de Pyreneeën in het noordoosten van de streek Cerdanya. De Coll de la Perxa is in een relatief vlak gebied gelegen (hoogvlakte) te midden van de Oostelijke Pyreneeën en werd genoemd naar het gehucht "la Perxa" (vroeger een Franse gemeente) dat op het zadel gelegen is.

## Geschiedenis
Historisch gezien maakte het graafschap Cerdanya deel uit van de provincie Roussillon, het noordelijkste deel van Catalonië en later de Kroon van Aragón. Sinds het Verdrag van de Pyreneeën in 1659 behoort het noordelijke deel van Cerdanya, tezamen met de Conflent en de Roussillon tot Frankrijk en ligt de pasweg in Frankrijk. Vanwege de geringe hoogte van de pas vormt Cerdanya al eeuwen een overgangsgebied tussen Frankrijk en Spanje.

## Topografie
De Coll de la Perxa ligt op de hoofdkam van Pyreneeën. De pas vormt de eerste pas lager dan 1600 meter ten oosten van de Port de Larrau (1573 m), maar liefst 250 kilometer westwaarts. Ten noordoosten van de pas ligt het stroomgebied van de Têt, het zuidwesten stroomt via de Segre af naar de Ebro. Beide rivieren monden uit in de Middellandse Zee. Franse gemeenten als Eyne, Estavar en Bourg-Madame behoren zo tot het stroomgebied van de Ebro, wat een zeldzaamheid is. Enkel bij het Woud van Irati, westelijker in de Pyreneeën, is dit ook het geval.
Ten noordwesten van de pas, hogerop op de flanken van de Roc de la Calma, ligt Font-Romeu-Odeillo. 

### Verkeer en vervoer
De route over de pas draagt het nummer N116 en verbindt plaatsen als Mont-Louis (Cerdanya) en Prades (Conflent) met het Franse Bourg-Madame en het Spaanse Puigcerdà. De nabije Col de Puymorens (1920 m) is een stuk hoger en is relatief goed gelegen voor verkeer van noordwest naar zuidoost (Toulouse – Barcelona). Het oversteken van de Pyreneeën over de lage Coll de la Perxa is relatief gemakkelijk. Vanwege de oriëntatie van de valleien aan beide uiteinden (Têt en Segre) is de Coll de la Perxa goed gelegen voor het verkeer dat van het zuidoosten van Frankrijk (Montpellier, Marseille) naar het zuidwesten wil (Centraal-Spanje). Het alternatief voor deze verbinding vormt de oostelijker gelegen en lagere Col du Perthus waarover in de jaren 70 een autosnelweg werd aangelegd, in tegenstelling tot de Coll de la Perxa.
Over de pas loopt de toeristische smalspoorlijn Ligne de Cerdagne.